# Besiko

Mapa do distrito de Besiko, Ngäbe-Buglé (Panamá)

Besiko é um distrito da comarca de Ngöbe-Buglé, Panamá. Possui uma área de 636,50 km² e uma população de 16.843 habitantes (censo 2000), perfazendo uma densidade demográfica de 26,46 hab./km². Sua capital é a cidade de Soloy.